# Parahydromys asper
Parahydromys asper är en däggdjursart som först beskrevs av Thomas 1906.  Parahydromys asper är ensam i släktet Parahydromys som ingår i familjen råttdjur. Inga underarter finns listade i Catalogue of Life.
Arten är utan svans 210 till 230 mm lång, svanslängden är 235 till 275 mm och vikten ligger vid 490 till 590 g. Den kännetecknas av en kort och styv päls. Grundfärgen på ovansidan är gråbrun med korta hår som har krämfärgade spetsar och lite längre hår med svarta spetsar. Undersidans päls har en gråvit färg med ljusbruna nyanser. Hos Parahydromys asper är de övre morrhåren svarta och de nedre morrhåren vita. På öronen finns fina gråbruna hår och fötternas ovansida bär bruna hår. Individerna har en brun svans med långa vita hår vid spetsen som bildar en tofs. Ansiktet kännetecknas av en bred nos och fötterna av lite simhud mellan tårna. Antalet spenar hos honor är fyra. Framtändernas rötter har större avstånd från varandra.
Denna gnagare förekommer i kulliga områden och i bergstrakter på Nya Guinea. Arten vistas i regioner som ligger 500 till 2200 meter över havet. Parahydromys asper gräver sina bon vid strandlinjen av vattendrag eller gömmer sig under klippor. Den hittas vanligen i skogar och i trädgårdar.
Per kull föds vanligen två ungar. Födan utgörs av insekter och andra ryggradslösa djur som grävs fram.
För beståndet är inga hot kända. Hela populationen anses vara stor. IUCN kategoriserar arten globalt som livskraftig.